# Edward FitzGerald (poeta)
|  | Per a altres significats, vegeu «Edward Fitzgerald (desambiguació)». |

Edward Marlborough FitzGerald (Bredfield House, Suffolk, Regne Unit, 31 de març de 1809 - Merton Rectory, Norfolk, Regne Unit, 14 de juny de 1883) escriptor, traductor i hispanista anglès.
Va néixer amb el nom d'Edward Marlborough Purcell, a Bredfield House, Suffolk, Regne Unit. El seu pare, John Purcell, va assumir les armes i el nom de la família de la seva dona, els FitzGeralds (1818). Des del 1816, la família vivia a St. Germain i París, però el 1821 Edward va marxar a l'escola de Bury St. Edmunds. El 1826, va arribar al Trinity College of Cambridge, i es va unir al grup denominat els Apòstols de Cambridge. Va conèixer William Makepeace Thackeray i William Hepworth Thompson en va sortir el 1830 i va anar a París, però el 1831 vivia en una granja de Naseby. Va mantenir amistat amb el poeta romàntic Alfred Tennyson, també apòstol, al voltant de 1835.
El 1853, va lliurar Six Dramas of Calderon, una translació lliure del dramaturg auri espanyol. Després va tornar als seus estudis orientals i el 1856 va publicar una bona, però una mica infidel traducció anònima de Sálamán i Absál. El març de 1857, Cowell va descobrir un manuscrit amb les quartetes del poeta ateu i matemàtic persa Omar Khayyam a la biblioteca de l'Asiatic Society de Calcuta, i va enviar una còpia a FitzGerald, que la va traduir lliurement. El 15 de gener de 1859, va publicar anònimament la seva traducció del The Rubaiyat of Omar Khayyam, i va tindre un èxit impressionant, tant que gairebé és conegut en l'actualitat per aquesta famosa traducció; en vida de l'autor, se'n va imprimir cinc vegades més, amb correccions. Va fer un resum de les seves obres sota el títol, Works of Edward FitzGerald, que van aparèixer el 1887.